# Joseph Wowo
Joseph Wowo (* 4. April 1966 in Nigeria) ist ein nigerianischer Rechtsanwalt und Richter.

## Leben

### Juristische Karriere
Wowo besuchte die University of Nigeria in Nsukka und wurde 1991 als Rechtsanwalt zugelassen. Er wurde zum Ersten Staatsanwalt und stellvertretenden Leiter der Zivilabteilung des Justizministeriums in Banjul, Gambia, ernannt. Diese Position bekleidete er von 1998 bis 2001. Er war im August 2000 Mitglied der Untersuchungskommission, die die öffentlichen Unruhen vom 10. und 11. April 2000 von gambischen Studenten untersuchte. 2007 wurde er zum Richter am Obersten Gerichtshof der Strafabteilung ernannt und übernahm anschließend das Amt des Präsidenten des Berufungsgerichts.
Nach dem Ausscheiden des Obersten Richters Emmanuel Agim hatte Wowo das Amt des Oberster Richter (Chief Justice of the Gambia) von Dezember 2012 bis Januar 2013 kurzzeitig kommissarisch inne. Er wurde am 17. Januar 2013 verhaftet und vor dem Amtsgericht Banjul wegen Falschaussage gegenüber einem Beamten angeklagt. Er wurde zunächst in Untersuchungshaft genommen, bevor ihm Kaution gewährt wurde. Das Verfahren wurde jedoch später vom Staat eingestellt. Am 20. Juni 2013 wurde er zum Oberster Richter ernannt.

### Amtsenthebung
Er wurde vom damaligen Präsidenten Yahya Jammeh seines Amtes am 19. Juli 2013 enthoben und später verurteilt, nachdem er angeblich dabei gefilmt worden war, wie er von einem niederländischen Geschäftsmann in anwesenheit des Justizministers Lamin Jobarteh (der ebenfalls entlassen wurde) ein Bestechungsgeld in Höhe von 500.000 Dalasi forderte, um die Justiz in einem Landstreit zu beeinflussen. Im Januar 2014 wurde er vom Sonderstrafgericht in Banjul zu zwei Jahren Gefängnis verurteilt. Er verklagte jedoch die gambische Regierung vor dem Gericht der Westafrikanischen Wirtschaftsgemeinschaft, das Gambia 2019 zur Zahlung von 200.000 US-Dollar für seine unrechtmäßige Amtsenthebung und Inhaftierung verurteilte.